# Guerra numantina
Se conoce como guerra numantina (de  Bellum Numantinum en la Historia romana de Apiano) al último conflicto que tuvo lugar en Hispania entre la República romana y las tribus celtíberas que habitaban las inmediaciones del Ebro. Fue, a su vez, el epílogo de las guerras celtíberas. Esta contienda se resolvió tras veinte años de guerras intermitentes. La primera fase de la guerra se inició en el 154 a. C. debido a una revuelta de las tribus celtíberas del Duero. Esta primera fase finalizó en el 151 a. C., pero, en el 143 a. C. surgió de nuevo una insurrección en la ciudad de Numancia, que fue asediada y tomada por el cónsul Escipión Emiliano en una fecha indeterminada, pero dentro de los primeros meses del 133 a. C.

## Antecedentes
El sometimiento de los pueblos de la península al Imperio romano tenía sus excepciones. Pueblos como los arévacos, vacceos, tittos, bellos o lusitanos opusieron una heroica resistencia en una fase intermedia de la conquista. Uno de los primeros ataques de los que se tiene constancia contra Numancia ocurre en el año 154 a. C., en el marco de la segunda guerra celtíbera.

## Segunda guerra celtíbera (154 a.C. - 151 a.C.)
Los habitantes de Segeda, capital de los Belos, cuyo nombre en celtíbero era Sekaiza, no cumplían con el envío de soldados para servir en el ejército romano y se negaba a pagar impuestos al tiempo que iniciaban la construcción de una nueva muralla de 8 km. El Senado mandó al cónsul Quinto Fulvio Nobilior con un numeroso ejército de 30 000 soldados; el hecho de que se empleara un contingente tan grande hace pensar que se buscaba un objetivo más importante que el de castigar a la pequeña ciudad. La llegada de este gran ejército obligó a los segedenses a abandonar sus casas y sus pertenencias y a refugiarse en territorio de los arévacos de Numancia. La coalición de arévacos y segedenses, con el caudillo Caro de Segeda como jefe, se enfrentaron a las tropas romanas en inferioridad numérica, derrotándolas y ocasionando más de 6 000 bajas entre los romanos, pero también la muerte del mismo Caro. En aquel entonces, Numancia contaba con una sólida muralla de protección y con un ejército de unos 20 000 soldados a pie y 5 000 jinetes, cifra que fue descendiendo a medida que las guerras celtíberas avanzaban (8 000 en el 143 a. C. y 4 000 en el 137 a. C.), debido a que Roma fue controlando más territorios y, por tanto, existían menos posibilidades de reclutar defensores en las regiones contiguas. 
Tras su derrota, Fulvio Nobilior empezó entonces el asedio a la ciudad, para lo que levantó un campamento. Al poco el rey númida Masinisa, aliado de Roma, le envió refuerzos, entre los que destacaban 10 elefantes, lo que hizo que Nobilior iniciara el ataque a la ciudad. Parecía que los elefantes iban a ser una fuerza determinante, ya que los numantinos no los habían visto antes y mostraban pánico, pero la caída de una enorme piedra hirió a uno de los elefantes, que enloqueció y cargó contra los atacantes romanos. El desorden que se generó fue tal que los celtíberos aprovecharon la ocasión para atacar a los sitiadores y matar a unos 4 000 romanos.
Fulvio Nobilior no quiso intentar nada más e invernó en su campamento con escasez de víveres y recibiendo continuos asaltos de los numantinos.
Al año siguiente 152 a. C., fue nombrado cónsul Claudio Marcelo, con el que los celtíberos lograron un acuerdo de pacificación que incluía el pago de un impuesto de guerra, acuerdo que no fue aceptado por el Senado romano. Tras esta negativa, los numantinos –viendo el talante conciliador del cónsul romano– llegaron a un acuerdo de paz a cambio de una gran cantidad de dinero, que se mantuvo en la Celtiberia hasta el 143 a. C. 

### Guerras lusitanas
Estos conflictos en la Celtiberia fueron contemporáneos con las guerras lusitanas que estallaron en la Hispania Ulterior. Los lusitanos fueron sometidos por el cónsul romano Servio Sulpicio Galba, quien ordenó el asesinato de los lusitanos tras haberles hecho creer promesas de tierras fértiles para su cuidado y de negociar la paz. Cerca de 30 000 lusitanos solicitaron el cumplimiento de dichas promesas, repartiéndoles en tres campamentos donde entregaron sus armas en señal de amistad, siendo asesinados más tarde. De aquella masacre, con más de 9 000 muertos y 20 000 lusitanos hechos esclavos, solo sobrevivieron unos pocos, entre ellos Viriato, quien más tarde acaudillaría la rebelión contra los romanos en venganza.

## La guerra numantina (143 a.C. - 133 a.C.)

### Las campañas fallidas de Roma

Fases de la invasión romana de Hispania, con la campaña de invasión de Numancia.

| Conquista hasta el 210 a. C. Hasta Octavio Augusto Campaña de Agrippa |

«Numancia, así como en riqueza fue inferior a Cartago, Capua y Corinto, en fama, por su valor y dignidad fue igual a todas, y, por lo que respecta a sus guerreros, la mayor honra de España. Pues, ella sola, que se alzaba junto a un río, en una colina medianamente empinada, sin murallas y fortificaciones, contuvo con cuatro mil celtíberos, durante once años, a un ejército de cuarenta mil, y no sólo lo contuvo, sino que lo golpeó con notable dureza y le impuso infamantes tratados. Por último, una vez que ya hubo constancia de que era invencible, fue necesario recurrir al que había destruido Cartago».
Floro, I 34 [II 18], 1-2 (traducción de Gregorio Hinojo Andrés e Isabel Moreno Ferrero)

En el 143 a. C., tras varias victorias del lusitano Viriato sobre los romanos y el considerable aumento de la tensión entre romanos y celtíberos, éstos se levantaron de nuevo en armas. La rebelión se consideró muy grave en Roma, por lo que se decidió enviar un fuerte ejército de más de 30 000 soldados al mando del cónsul Cecilio Metelo, quien venía de comandar a las tropas romanas en Macedonia. Además se solicitaron las fuerzas de un honorable soldado de la guardia pretoriana que había demostrado sus dotes luchando contra las aldeas celtas, que llevó consigo 1 500 pretorianos veteranos los cuales hicieron historia en batallas como la de Numancia. Metelo estuvo en Hispania dos años, fracasando en los intentos de tomar las ciudades de Numancia y Termancia. Mostró un talante moderado, lo que llevó a los numantinos a negociar una paz que, a cambio de rehenes, ropa, caballos y armas, les convertiría en amigos y aliados de Roma. Sin embargo, el día en que debía ratificarse el acuerdo se negaron a entregar las armas. La ruptura del pacto enfadó enormemente a Roma, que consideró que la osadía de este pequeño reducto en los límites occidentales de la República no podía ni debía ser tolerada porque ponía en entredicho el prestigio militar romano.
El sucesor y rival político de Quinto Cecilio Metelo Macedónico, Quinto Pompeyo era un inepto según relatan sus contemporáneos. Llegó a Celtiberia con cerca de 30 000 infantes y 2 000 jinetes dispuestos a derrotar a los numantinos. Consiguió pequeñas victorias iniciales e incluso llegó a rodear la ciudad, pero la llegada del crudo invierno de la meseta, la falta de recursos y provisiones y las victorias progresivas de los numantinos hicieron que acabara negociando en secreto un tratado de paz que aseguraba la permanencia de la ciudad y el repliegue de las tropas romanas. 
En el año 139 a. C. fue puesto al frente de las tropas el general Marco Popilio Lenas. Cuando los numantinos quisieron hacer prevalecer el tratado que había firmado Quinto Pompeyo, Lenas dijo que no reconocía ningún tratado que no hubiera sido firmado por el Senado romano. 
Roma decidió por consiguiente ignorar el tratado de paz de Quinto Pompeyo y envío a Cayo Hostilio Mancino con 40 000 hombres, de ellos la mitad de auxiliares celtíberas, para que continuara la guerra (136 a. C.). Mancino asaltó la ciudad pero fue repelido en diversas ocasiones por los 4 000 guerreros defensores. Nuevamente, las tropas romanas, ahora con Mancino, fueron rodeadas y su líder obligado a aceptar el tratado de paz, ahora en peores condiciones para los intereses romanos, y que podría haber sido mucho peor de no estar presente su cuestor Tiberio Graco. Se consiguió salvar a los 20 000 soldados romanos, que regresaron a la Tarraconense. El Senado tampoco ratificó este tratado, quien expulsó violentamente a Mancino repudiado por la infame derrota moral ante los "bárbaros" celtíberos, siendo castigado y devuelto a Hispania para ser ofrecido ante los numantinos como prisionero, oferta que estos rechazaron dejando al excónsul fuera de las murallas. Fue humillado por los propios romanos ante las murallas numantinas siendo ofrecido a los numantinos para que hicieran con él lo que quisieran: lo dejaron desnudo con las manos atadas a la espalda, en una ceremonia increíble teniendo en cuenta la enorme desigualdad de fuerzas entre ambos ejércitos. La suerte corrida por Mancino hizo que tres cónsules romanos, Marco Emilio Lépido Porcina (cos. 137 a. C.), Lucio Furio Filo (cos. 136 a. C.) y Quinto Calpurnio Pisón (cos. 135 a. C.), no se atrevieran a atacar Numancia.
Para lavar la frente, Calpurnio Pisón dirigió sus tropas hacia tierra de los vacceos, saqueando y haciendo prisioneros en la ciudad de Pallantia.

### Escipión Emiliano

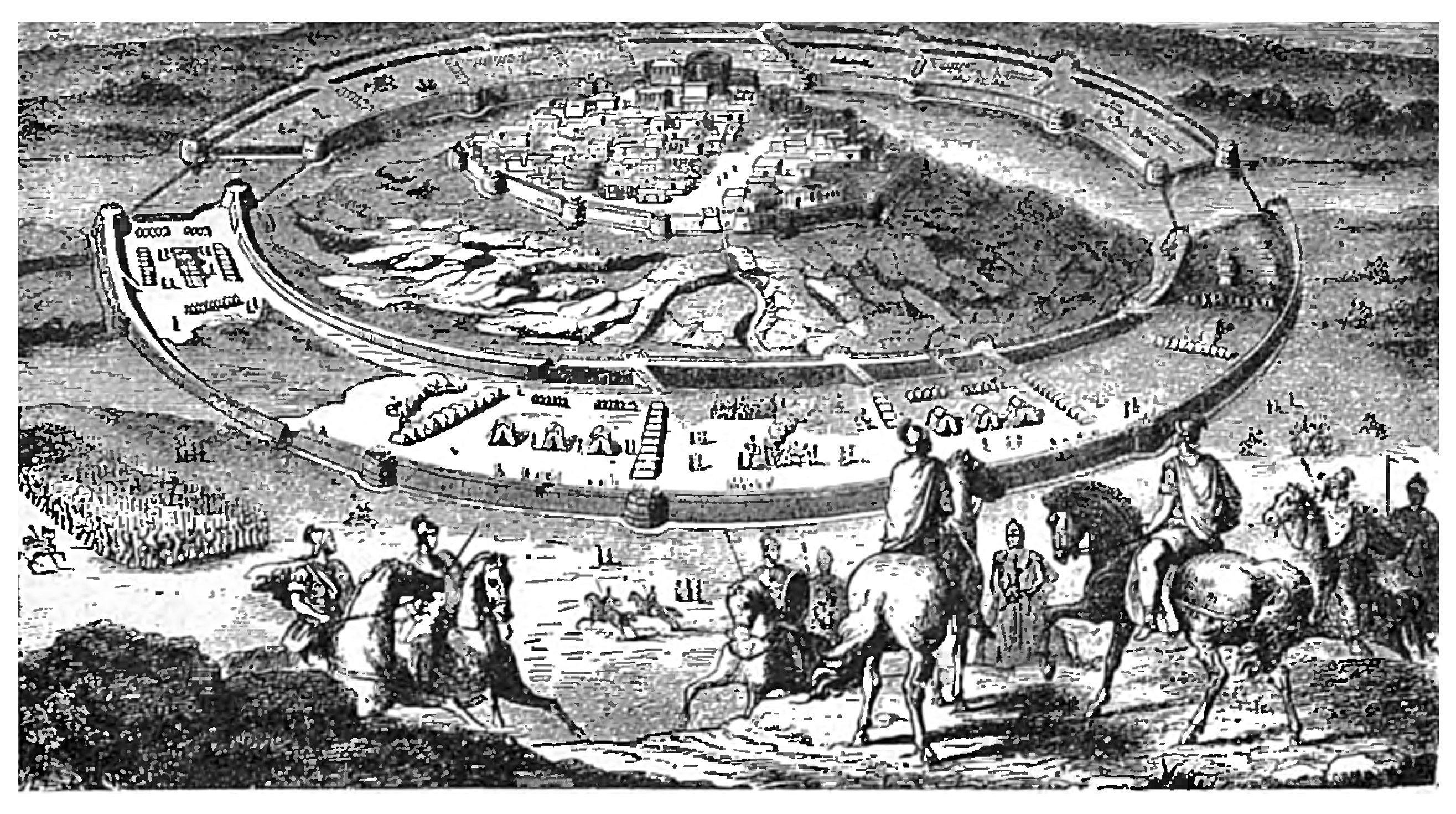
Guerra numantina

En tanto que la resistencia numantina seguía sumando victorias para su causa, el Senado romano veía en ella un duro contrincante al que había que terminar por someter, costase lo que costase, como en el pasado fue con Cartago. En el 134 a. C., el Senado encomendó la tarea de rendir la ciudad a Publio Cornelio Escipión Emiliano, vencedor de Cartago en la tercera guerra púnica del 146 a. C. El nieto adoptivo de Escipión el Africano viaja hasta Hispania Citerior, donde consigue armar un ejército de 20 000 hombres, más 40 000 auxiliares entre los que se contaba caballería númida cedida por el rey Yugurta y un gran número de aliados locales, en total unos 60 000 soldados.
Escipión comenzó por someter al ejército allí desplegado a un durísimo entrenamiento. Dice Apiano que desterró a todos los mercaderes, rameras, adivinos y agoreros, a quienes los soldados consternados en tantos infortunios daban demasiado crédito. Expulsó a los criados, vendió carros, equipajes y acémilas, conservando solo lo necesario. Buscó conseguir tener moralizado y bien formado a su ejército, sumiso y hecho al trabajo y a la fatiga. Conseguido este objetivo, trasladó su campo cerca de Numancia, cuidando de no dividir sus fuerzas, como hicieron otros, ni de batirse sin antes explorar.
Cuando Escipión Emiliano se presentó ante las murallas de Numancia, a finales del otoño del 134 a. C., lo hizo con la idea ya concebida de tomarla por bloqueo y no por asalto, lo que había sido un craso error demostrado en las fallidas incursiones de los ejércitos consulares previos. Se decidió asestar un ataque por bloqueo, para lo cual se ordenó la construcción de varios campamentos y de un sólido vallado de cerca de 4 kilómetros de extensión alrededor de las murallas para el que se usaron cerca de 36 000 estacas. 
Cuando por fin estuvo preparada la defensa, los soldados pudieron trabajar con mayor tranquilidad en el levantamiento de la muralla y el foso, que en total medía unos 9 000 metros. Aunque desgastados por el paso de los años, aún hoy es posible distinguir restos de aquellos campamentos romanos, llamados en la actualidad como Castillejo, Travesadas, Valdevortón, Peñarredonda, La Rasa, Dehesillas y Alto Real.

### Asedio final a Numancia

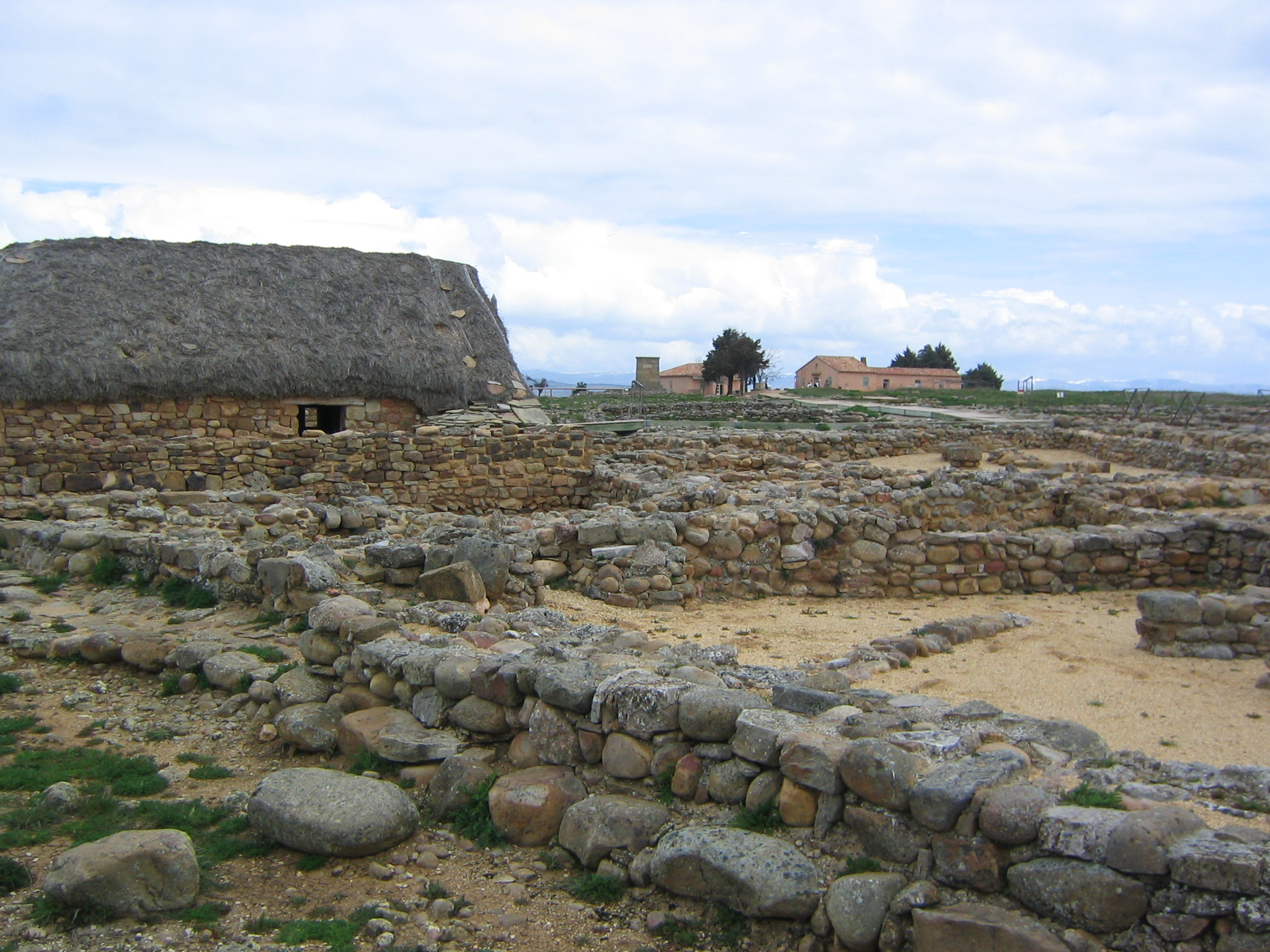
Ruinas actuales de Numancia.

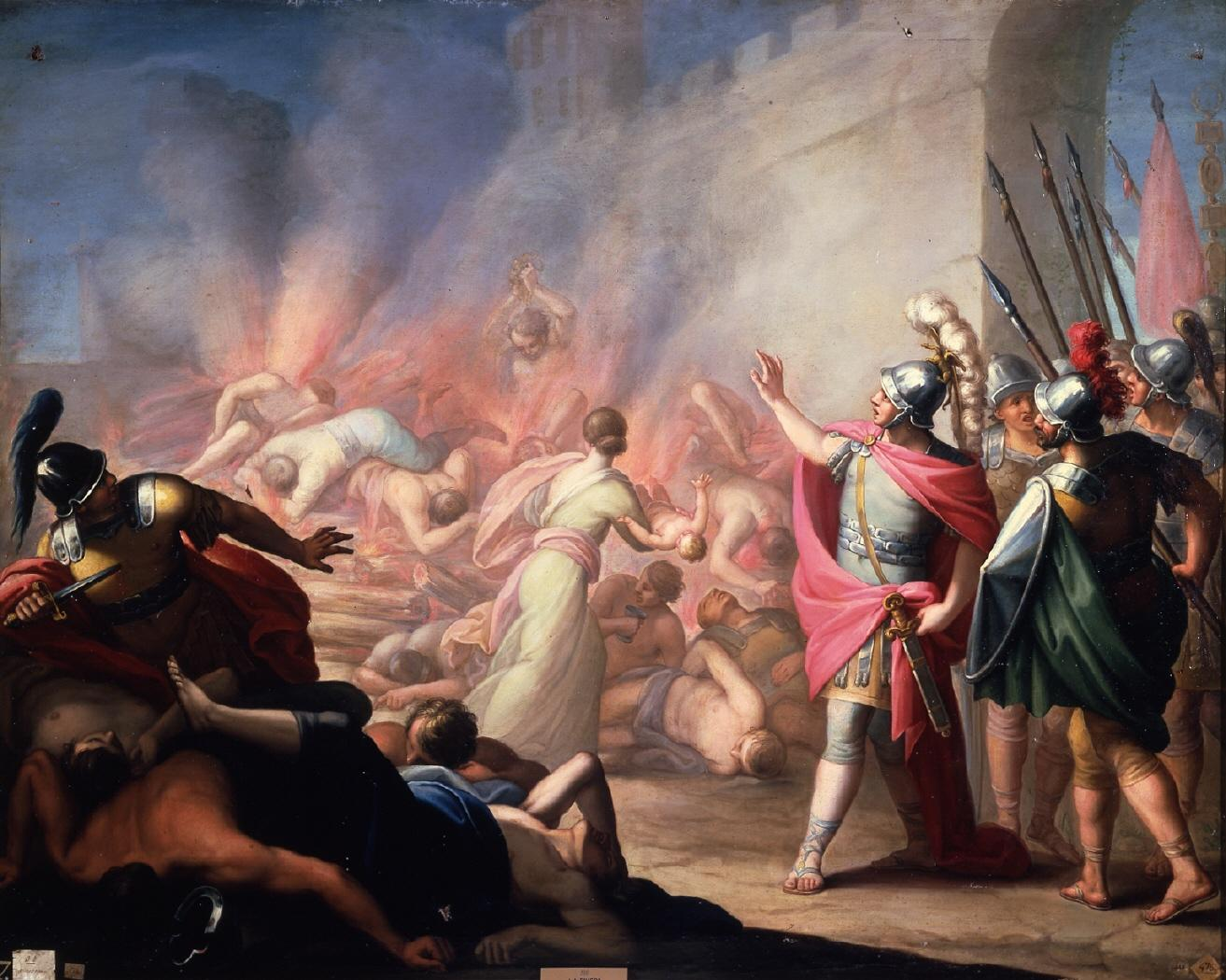
La Destrucción de Numancia (1802), por Juan Antonio Ribera (conservado en la Real Academia de Bellas Artes de San Fernando).

Con el sistema de fortificaciones alrededor de la ciudad, el bloqueo consistía en cerrar todas las vías, incluida las de agua, que pudieran darles apoyo y suministros a los sitiados. El ejército romano llevó a cabo una operación de aguante, más que de hostilidades por parte de los numantinos de espera hasta llegar el momento propicio. 
Sin embargo, queda constancia de varios intentos de los sitiados de romper el frente y buscar apoyos fuera. Uno de los que más lejos llegaron fue el que lideró el jefe numantino Retógenes el Caraunio, quien con un grupo de soldados burló las defensas romanas y llegó hasta la ciudad de Lutia, después de que otras como Termancia y Uxama les negara ayuda tras las amenazas de Escipión Emiliano.
Los jóvenes de Lutia simpatizaron con la rebeldía de Retógenes y decidieron prestarle ayuda pero los ancianos, temerosos de las represalias que pudieran sufrir por parte de los romanos, decidieron informar a Escipión. Este marchó sobre la ciudad y apresó a 400 hombres jóvenes, a los que mandó cortar la mano derecha impidiéndoles así levantar su espada contra Roma y morir en combate de forma honrosa. Entre estos hombres, se podía haber encontrado Retógenes. Más tarde se le dio muerte y fue dejado frente a las murallas de la ciudad numantina.
Tras quince meses de asedio, atacada por la peste y hambruna, la ciudad se rindió finalmente en el verano del 133 a. C. Sus habitantes, sin embargo, prefirieron el suicidio a entregarse, incendiando la ciudad y las casas para que no cayeran en manos de los romanos. Cuando el ejército de Escipión Emiliano decidió entrar en la ciudad encontró pocos supervivientes, los cuales fueron llevados a Roma como botín de guerra y vendidos como esclavos.

## Después de la guerra
Con el final de la guerra y la pacificación en la región, Escipión Emiliano regresó a Roma rodeado de honores y un gran botín. Su victoria le valió el apodo de Numantino. Su gran triunfo trajo una era de paz a Hispania, que se mantuvo hasta el inicio de la guerra de Sertorio (82 a. C.-72 a. C.). Tras el posterior conflicto de las guerras cántabras (29 a. C.-19 a. C.), la región acabó asumiendo totalmente la romanización, perdiendo en el tiempo sus raíces.